# Coenyra rufiplaga
Coenyra rufiplaga là một loài bướm ngày thuộc họ Nymphalidae. Nó được tìm thấy ở Nam Phi, nó phân bố rộng rãi ở tỉn Limpopo từ Waterberg và Strydpoortberg đến Wolkberg.
Sải cánh dài 32–36 mm đối với con đực và 34–38 mm đối với con cái. Con trưởng thành bay từ tháng 10 đến tháng 5 (nhiều nhất vào cuối hè).
Ấu trùng có thể ăn các loài Poaceae.